# قناص دوشكا
قناص دوشكا (بندقية) هي بندقية قناص يصل مداها قرابة 3500 متر ويكون سمك الدرع الذي يتم اختراقه من مسافة 400 متر - 15ملم ويستخدم ذخيرة من عيار 14.5 ملم.

## مواصفات فنية تكتيكية
- عيار الرشاش - 14.5 مم طول الرشاش - 2300 ملم

- سعة المخزون ( الشريط) - طلقة واحدة

- سمك الدرع الذي يتم اختراقه من مسافة 400 متر - 15 مم

- مدى الرمي - 3500 متر